# Dorylomorpha onegensis
Dorylomorpha onegensis är en tvåvingeart som beskrevs av David Edward Albrecht 1990. Dorylomorpha onegensis ingår i släktet Dorylomorpha och familjen ögonflugor. Arten har ej påträffats i Sverige. Inga underarter finns listade i Catalogue of Life.